# Das geteilte Herz
Das geteilte Herz ist ein britisches Spielfilmdrama aus dem Jahre 1954 von Charles Crichton mit Cornell Borchers und Armin Dahlen in den Hauptrollen.

## Handlung
Jugoslawien, 1942. Während des Zweiten Weltkriegs verliert die junge Dreifach-Mutter Sonja unter der deutschen Besatzung ihren Mann und ihre beiden Töchter. Lediglich ihr kleiner Sohn Toni ist ihr geblieben, doch auch er geht in den Kriegswirren verloren. Als Dreijähriger wird er von alliierten Stellen 1945 aufgesammelt und in ein Lager für „Displaced Persons“ gesteckt. Bei der Suche nach seinen Eltern ist man nicht fündig geworden, es wird angenommen, dass seine direkte Verwandtschaft die Grauen des Krieges nicht überlebt haben. Und so verbringt man das Kind zunächst in ein Waisenhaus, aus dem es von einem kinderlosen deutschen Ehepaar herausgeholt und adoptiert wird. Aus dem kleinen jugoslawischen Jungen ist nach knapp einem Jahrzehnt Nachkriegszeit der Deutsche Toni geworden, der im Alpengebiet ein sehr behütetes Leben unter seinen beiden Adoptiveltern Inga und Franz mit allen Annehmlichkeiten – Skiexkursionen in der Bergwelt inklusive – die sich ihm bieten.
Eines Tages wird Tonis leibliche Mutter ausfindig gemacht; sie hat den Krieg überlebt und sucht seitdem händeringend nach dem einzigen Kind, das ihr verblieben ist. Sonja geht nach Deutschland, im festen Glauben, problemlos ihr Kind „von den Fremden“ abholen zu können. Doch dies ist leichter geglaubt als getan, denn Inga und Franz wollen „ihren“ Sohn, der ihnen in all den Jahren wie ein leibliches Kind ans Herz gewachsen ist, nicht einfach so hergeben. Es beginnt ein Gezerre um Toni, bei dem jeder der beiden Seiten glaubt, im Recht zu sein und sein Recht um jeden Preis durchdrücken zu müssen. Schließlich wird der Fall an ein Gericht verwiesen, das versuchen soll, ein salomonisches Urteil zu fällen, das ganz zum Wohle des Kindes ausgerichtet ist. Trotz aller Bedenken – die leibliche Mutter ist de facto mittel- und heimatlos – entscheidet sich der oberste Richter für die von der leiblichen Mutter geltend gemachten Ansprüche und gibt ihr Toni zurück.

## Produktionsnotizen
Das geteilte Herz entstand Mitte 1954 in den Ealing Studios in London sowie in Tirol und wurde am 9. November 1954 uraufgeführt. Die deutsche Premiere fand am 1. Juli 1955 statt. Der Geschichte lag eine wahre Begebenheit zugrunde.
Der zehnjährige Michel Ray gab hier sein bemerkenswerten Leinwanddebüt als im Zentrum der Handlung stehendes Adoptivkind Toni.
Die Filmbauten entwarf Edward Carrick. Gerry O’Hara und Tom Pevsner assistierten Regisseur Crichton. Geoffrey Faithfull war ungenannt als zweiter Kameramann tätig.

## Kritiken
„Es bedarf mehr als die Weisheit des Salomon um das brennende Problem zu lösen, das in Das geteilte Herz aufgezeigt wird. (…) Dies ist ein düsteres, herzerweichendes Problem wie es in diesem Film mit außerordentlich sensiblem Verständnis und gewissenhafter Integrität dargestellt wird. Und die Tatsache, dass es nicht zum Wohle aller Beteiligten gelöst werden kann, wird durch die Reaktion des Zuschauers belegt. Das Ende lässt uns unbefriedigt zurück. (…) In der Tat ist die augenfällige Absicht des Autors Jack Whittingham nicht, einen behaglichen Höhepunkt für dieses trostlose Dilemma, das er aufgebaut hat, zu erreichen. (…) Und diese absolute Absicht wurde auf ganz erstaunliche Weise erreicht. Das geteilte Herz berührt den eigenen Sinn für Gerechtigkeit beinah so grausam wie jener andere Film über ein heimatlos gewordenes Kind, The Search. Die Tragödie ist um so berührender als dass Mr. Whittingham die Situationen beider Parteien rund um den Anspruch auf den jungen Kerl nachgezeichnet hat, ohne dabei eine Vorliebe oder ein Vorurteil erkennen zu lassen. (…) Bei allem ist dieser Film sehr gelungen und außerordentlich gut gespielt. Cornell Borchers und Armin Dahlen als die Pflegeeltern, Michel Ray als der zutiefst aufgewühlte Junge und Yvonne Mitchell als die leibliche Mutter sind voll Einfühlungsvermögen.“

„Intelligente Studie eines Dilemmas, dem sich die Pflegeeltern und das Pflegekind durch die leibliche Mutter ausgesetzt sehen, die für tot gehalten wurde und die nun ihren Sohn zurückfordert.“

„Effektvoller, in Europa spielender ‚Frauenfilm‘, der ein authentisches Gespür für die Gefühle und Probleme in der frühen Nachkriegszeit vermittelt.“

„Zeitgemäßes Drama, das seriös, taktvoll und mit versöhnlicher Tendenz das Problem der Völkerverständigung auf familiärer Ebene zu lösen sucht.“